# Schulgemeinde
Schulgemeinde bezeichnet eine Gemeinde bzw. Gebietskörperschaft, die als Träger von öffentlichen Schulen auftritt. Für die leicht unterschiedlichen Verwendungen des Begriffs in Deutschland, Österreich und der Schweiz siehe die folgenden Abschnitte. Daneben wird der Begriff auch mit anderen Bedeutungen verwendet.

## Deutschland
Schulgemeinden waren in Deutschland früher Träger von Schulen. Dabei bildeten im 19. Jahrhundert Kirchengemeinden und politische Gemeinden auf ihrem Gebiet eine Einheit. Noch im 19. Jahrhundert (in Bremen im Jahr 1889) wurden politische und kirchliche Gemeinden voneinander getrennt. Schulgemeinden bestanden danach deshalb weiter, weil die Gebiete der politischen Gemeinden oftmals sehr klein waren und mehrere Gemeinden gemeinsame Träger einer Schule waren; umgekehrt gab es in größeren Gemeinden und in Städten mehrere Schulgemeinden. Heute werden solche Schulgemeinden „Schulverbände“ genannt.

## Österreich
In Österreich hat der Begriff mehrere Bedeutungen:
- Als Schulgemeinde bezeichnet man den Zusammenschluss mehrerer Gemeinden in Form eines Gemeindeverbandes als Erhalter einer gemeinsamen Schule.
- Auch die Gemeinschaft der Lehrer, Schüler und Eltern bezeichnet man als Schulgemeinde. Sie können einzelne Schulprobleme oder -fragen gemeinsam lösen, beispielsweise Fünftage- oder Sechstagewoche an dieser Schule.

## Schweiz
In der Schweiz werden in manchen Gemeinden der Kantone Zürich, Thurgau, St. Gallen und Appenzell Innerrhoden die öffentlichen kommunalen Schulen nicht von der politischen Gemeinde, sondern von einer separaten Schulgemeinde verwaltet. Die Schulgemeinde ist eine eigenständige öffentlich-rechtliche Körperschaft, die neben der politischen Gemeinde, der Kirchgemeinde und manchmal noch weiteren Gemeinden wie der Bürgergemeinde oder der Korporationsgemeinde existiert. Das Gemeindegebiet von politischer Gemeinde und Schulgemeinde kann identisch oder unterschiedlich sein.
Die Stimmberechtigten der Gemeinde wählen aus ihrer Mitte eine Schulpflege (Kantone Zürich, Thurgau und zum Teil St. Gallen) oder einen Schulrat (Kantone Appenzell Innerrhoden und zum Teil St. Gallen). Die Wahl findet teilweise in Form einer Schulgemeindeversammlung statt. Die Schulpflege bzw. der Schulrat leitet die Gemeindeschulen und wählt aus seiner Mitte einen Schulpflegepräsidenten bzw. einen Schulratspräsidenten. Unterstützt werden die Schulpflegen bzw. Schulräte zumeist durch das Bildungsdepartement des jeweiligen Kantons beziehungsweise durch dem Departement unterstellte Ämter.
Die Trennung von Schulgemeinde und politischer Gemeinde stand und steht immer wieder zu Diskussion. So gibt es vielerorts Bestrebungen, diese zu einer Einheitsgemeinde zusammenzulegen. Im Kanton Glarus wurden mit der neuen Kantonsverfassung alle Schulgemeinden per 1. Januar 2011 aufgehoben und in die neugeschaffenen Einheitsgemeinden integriert. Im Kanton Nidwalden wurden die letzten beiden Schulgemeinden 2024 aufgehoben. Auch im Kanton Zürich schrumpft die Zahl autonomer Schulgemeinden von Jahr zu Jahr. Im Kanton St. Gallen wurde 2007 durch das neue Gemeindevereinigungsgesetz und 2009 durch das neue Gemeindegesetz die rechtliche Basis geschaffen, die Schulgemeinden auf freiwilliger Basis in die politischen Gemeinden zu integrieren. Dasselbe geschah im Kanton Appenzell Innerrhoden mit dem Fusionsgesetz von 2012 (wo die politischen Gemeinden „Bezirke“ genannt werden).

## Abweichende Bedeutungen
Der Begriff „Schulgemeinde“ bezeichnet auch die Gemeinschaft der Lehrer, Schüler und Eltern einer Schule sowie die Summe aller Organe einer Schule (Schulkonferenz, Schulleitung, Verbindungslehrer, Schülerrat, Schulelternbeirat, Förderverein).
Bereits Friedrich Wilhelm Dörpfeld (1824–1893) legte den Entwurf für eine Schulgemeinde vor, in der im Hinblick auf eine harmonische, christlich orientierte Schulbildung alle Schulinteressenten (Staat, Kirche, Eltern und Lehrer) zur Zusammenarbeit verpflichtet waren und die Selbstverwaltung gegenüber den Behörden gestärkt werden sollte.
In reformpädagogischen Landerziehungsheimen, wie der 1906 von Gustav Wyneken und Paul Geheeb gegründeten Freien Schulgemeinde Wickersdorf oder der Odenwaldschule (gegr. 1910), treten vermehrt Selbstorganisation und Rechte der Schüler („der Jugend“) in den Vordergrund. Als Schulgemeinde versteht man hier in erster Linie die Gemeinschaft von Lehrern und Schülern, in der alle Altersgruppen verantwortungsvoll und stimmberechtigt mitarbeiten dürfen und müssen.
Als „Schulgemeinde“ werden auch seelsorgerische Initiativen an Schulen bezeichnet, z. B. die „Initiative Schulgemeinde“ der Gesamtschule Bellevue Saarbrücken. Im Fall konfessioneller Schulen ist die Gemeinschaft der Lehrer, Schüler und Eltern identisch mit der seelsorgerischen Einheit „Schulgemeinde“.
Ferner wird der Begriff „Schulgemeinde“ (oder „Schulstadt“) umgangssprachlich auch für Gemeinden bzw. Städte verwendet, die für Umlandgemeinden ohne weiterführende Schulen solche Schulen bereithalten. Beispiel: „Besigheim hält als Schulstadt für das gesamte Umland ein Gymnasium, eine Realschule und eine Förderschule bereit.“